# Guillaume Musso

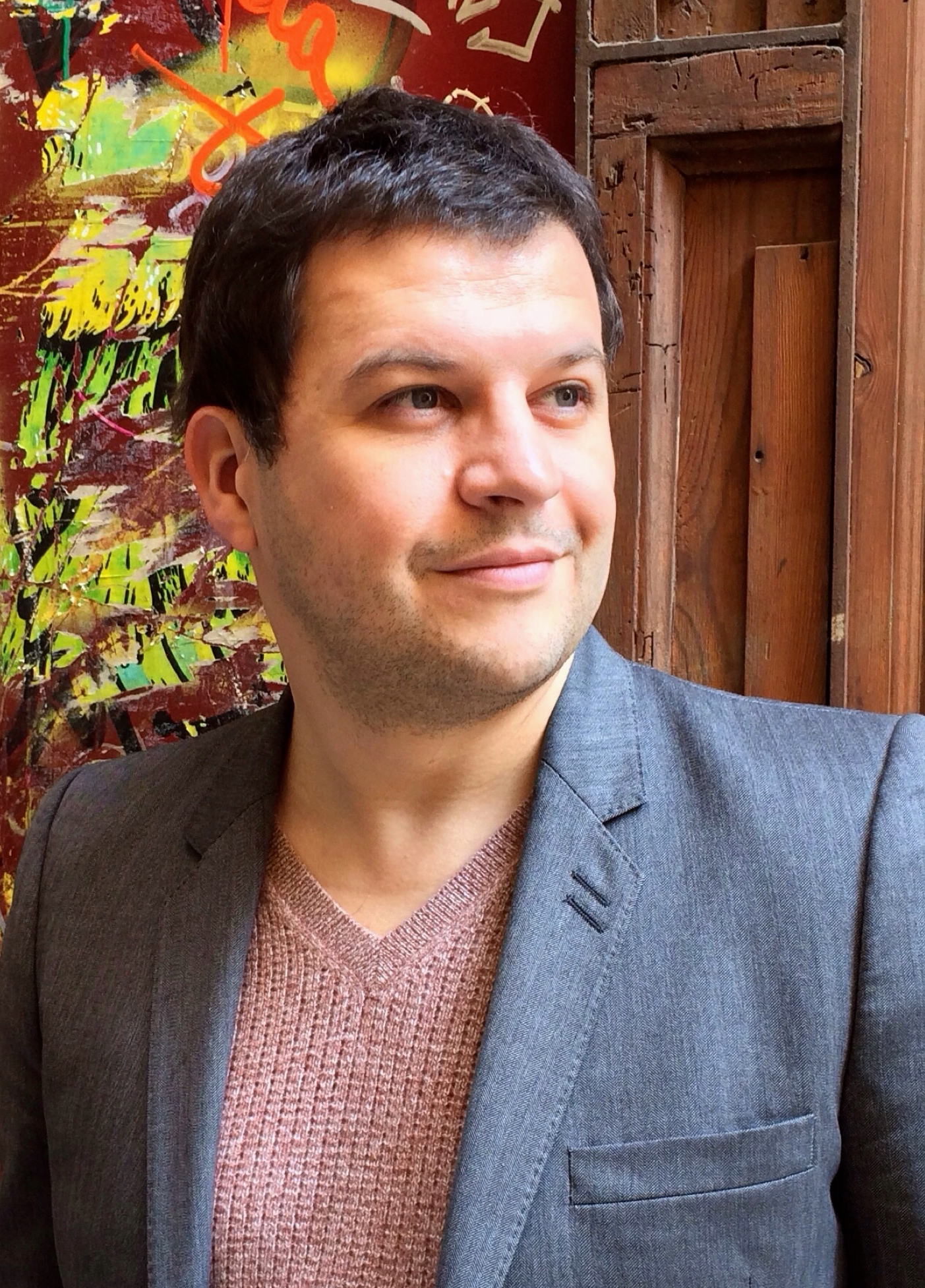
Guillaume Musso (2014)

Guillaume Musso (* 6. Juni 1974 in Antibes) ist ein französischer Schriftsteller.

## Leben
Guillaume Musso studierte Wirtschaftswissenschaften in Nizza und Montpellier. Mit 19 Jahren erfüllte er sich einen Traum: Er reiste nach New York. Um sich seinen Aufenthalt dort zu finanzieren, jobbte er als Putzkraft in Hotels und als Eisverkäufer.
Nachdem Musso im Alter von 15 Jahren in der Schule einen Kurzgeschichten-Wettbewerb gewonnen hatte, wollte er fortan mit dem Schreiben seinen Lebensunterhalt verdienen. Dabei war ihm immer wichtig, als Künstler bodenständig zu bleiben, weshalb er neben seiner schriftstellerischen Tätigkeit bis 2008 als Lehrer arbeitete.
Der Durchbruch als Autor gelang Musso mit seinem Roman Et après, der 2004 unter dem Titel Ein Engel im Winter auf Deutsch erschien. Die Idee zum Buch kam ihm, nachdem er selbst einen schweren Autounfall überlebt hatte. Das Buch führte wochenlang die französischen Bestsellerlisten an, wurde weltweit übersetzt und mit John Malkovich in der Hauptrolle verfilmt. Es folgten weitere Bücher, mit denen Musso sich eine immer größer werdende Fangemeinde eroberte.
Guillaume Musso ist nach Marc Levy der meistverkaufte französische Autor.

## Veröffentlichungen
- Ein Engel im Winter. (Et après?) Blanvalet, München 2005, ISBN 978-3-442-36220-2.
- Eine himmlische Begegnung. (Sauve-moi) Blanvalet, München 2007, ISBN 978-3-442-36625-5.
- Wirst du da sein? (Seras-tu là) G. Kiepenheuer, Berlin 2007, ISBN 978-3-378-00682-9.
- Weil ich dich liebe. (Parce que je t’aime) G. Kiepenheuer, Berlin 2009, ISBN 978-3-378-00689-8.
- Nachricht von dir. (L’appel de l’ange) Pendo, München 2012, ISBN 978-3-86612-313-7.
- Sieben Jahre später. (7 ans après) Pendo, München 2013, ISBN 978-3-86612-317-5.
- Vielleicht morgen. (Demain) Pendo, München 2014, ISBN 978-3-86612-376-2.
- Nacht im Central Park. (Central Park) Pendo, München 2015, ISBN 978-3-86612-378-6.
- Lass mich niemals gehen. (Je reviens te chercher) Aufbau Verlag, Berlin 2015, ISBN 978-3-7466-3141-7.
- Vierundzwanzig Stunden. (L’instant présent) Pendo, München 2016, ISBN 978-3-86612-401-1.
- Das Mädchen aus Brooklyn. (La fille de Brooklyn) Übers. Eliane Hagedorn, Bettina Runge. Pendo, München 2017, ISBN 978-3-86612-421-9.
- Das Papiermädchen. (La fille de papier) Piper, München 2017, ISBN 978-3-492-30856-4.
- Das Atelier in Paris. (Un appartement à Paris) Pendo, München 2018, ISBN 978-3-86612-446-2.
- Was wäre ich ohne dich? (Que serais-je sans toi?) Piper, München 2018, ISBN 978-3-492-30549-5.
- Die junge Frau und die Nacht. (La jeune fille et la nuit) Pendo, München 2019, ISBN 978-3-86612-467-7.
- Ein Wort, um dich zu retten. (La vie secrète des écrivains) Pendo, München 2020, ISBN 978-3-86612-483-7.
- Eine Geschichte, die uns verbindet. (La vie est un roman) Pendo, München 2021, ISBN 978-3-86612-484-4.
- Die Unbekannte. (L’inconnue de la Seine) Piper, München 2023, ISBN 978-3-492-06376-0.

Hörbücher
- 2008: Wirst du da sein? Stimme Reiner Schöne. Steinbach sprechende Bücher, ISBN 978-3-88698-592-0.
- 2012: Nachricht von dir. Stimmen Nina Petri, Andreas Fröhlich, OSTERWOLDaudio, ISBN 978-3-86952-190-9.
- 2013: Sieben Jahre später. Stimme Heikko Deutschmann. OSTERWOLDaudio, ISBN 978-3-86952-233-3.
- 2014: Vielleicht morgen. Stimme Heikko Deutschmann. OSTERWOLDaudio, ISBN 978-3-86952-282-1
- 2015: Nacht im Central Park. Stimme Torben Kessler. OSTERWOLDaudio, ISBN 978-3-86952-249-4.

## Verfilmungen
- 2009: Et après? (Afterwards), Ein Engel im Winter, Regie und Drehbuch: Gilles Bourdos